# 丹麦红牛

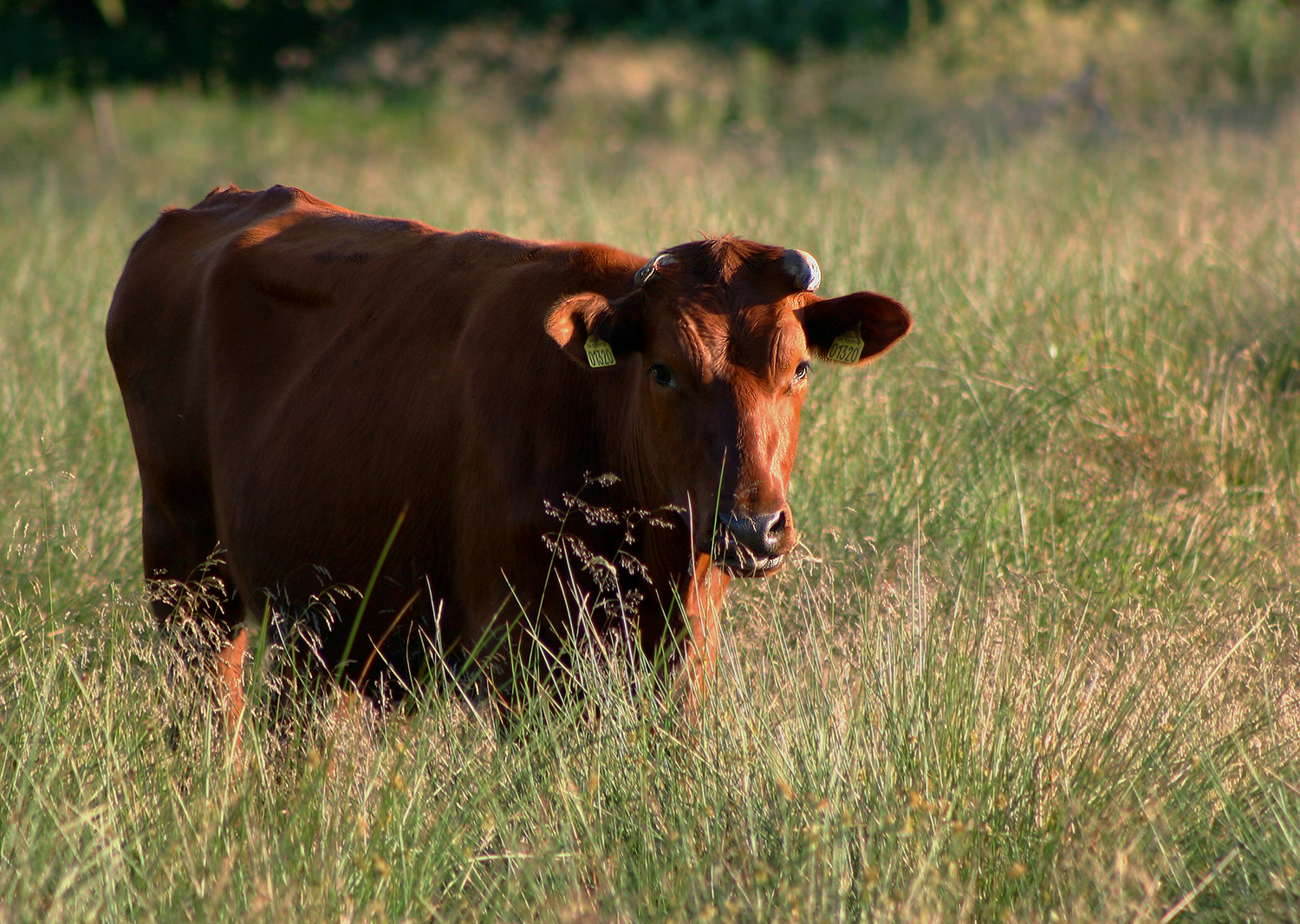

丹麦红牛(Danish Red)是一种原产丹麦的乳肉兼用家牛品种，成年公牛体重可达1.3吨，屠宰率在57%以上。哺乳期的母牛每年大约产奶4.8吨。